# Regne Visigot
El Regne visigot o Regne dels visigots (llatí: Regnum Visigothorum) va ser un regne que va ocupar l'actual sud-oest de França i la península Ibèrica des dels segles v fins al viii. Un dels estats successors germànics de l'Imperi Romà d'Occident, va ser creat originàriament per l'assentament dels visigots sota el rei Vàlia a la província de la Gàl·lia Aquitània al sud-oest de la Gàl·lia pel govern romà, i després es va estendre per conquesta a tota Hispània. El regne va mantenir la independència de l'Imperi Romà, els intents dels quals per restablir l'autoritat romana a Hispània només van ser parcialment reeixits i de curta durada.
Els visigots eren europeus centrals romanitzats que s'havien traslladat a l'oest des de la vall del Danubi. Es van convertir en federats de Roma i van voler restablir l'ordre romà contra les hordes de vàndals, alans i sueus. L'Imperi romà d'Occident va caure el 476 dC; per tant, els visigots creien tenir el dret de prendre els territoris que Roma havia promès a Hispània a canvi de restablir l'ordre romà. Sota el rei Euric, que va eliminar l'estatus de federats, va començar un avanç triomfal dels visigots. Alarmat davant l'expansió visigoda d'Aquitània després de la batalla de Déols a Déols el 469, l'emperador occidental Procopi Antemi va enviar un nou exèrcit als Alps contra Euric, que estava assetjant Arle. L'exèrcit romà va ser derrotat en la batalla d'Arle (471) i Euric va capturar Arle i va assegurar-se gran part del sud de la Gàl·lia.
De vegades anomenat Regnum Tolosanum o Regne de Tolosa després per la seva capital Tolosa en la historiografia moderna, el regne va perdre gran part del seu territori a la Gàl·lia (guerres franco-visigòtiques) a mans dels francs a principis del segle vi, a excepció de l'estreta franja costanera de Septimània. El regne dels segles vi i vii de vegades es diu Regnum Toletanum o Regne de Toledo després de la nova capital de Toledo a Hispània. Una guerra civil que va començar el 549 va resultar en una invitació del visigot Atanagild, que havia usurpat el rei, a l'emperador romà d'Orient, Justinià I, per enviar soldats en la seva ajuda. Atanagild va guanyar la seva guerra, però els romans d'Orient es van apoderar de Cartagena i de bona part del sud d'Hispània, fins al 624, quan Suíntila va expulsar de la península les darreres guarnicions romanes d'Orient, i ocupà Orcelis, que els visigots anomenaven Aurariola (avui Oriola a la província d'Alacant). A partir de la dècada de 570 el germà d'Atanagild, Leovigild, compensa aquesta pèrdua conquerint el Regne dels sueus a Gal·lècia (que correspon aproximadament a l'actual Galícia i el nord de Portugal) i la seva annexió, i per les repetides campanyes contra els bascos.
La distinció ètnica entre la població hispanoromana i els visigots havia desaparegut en gran manera en aquest moment (la llengua gòtica va perdre la seva última funció i probablement ja era en declivi com a llengua eclesiàstica quan els visigots van renunciar a l'arrianisme el 589). Aquesta nova unitat es va expressar en una persecució cada vegada més severa dels forasters, especialment dels jueus. El Codi visigòtic (completat el 654) va abolir l'antiga tradició de disposar de lleis diferents per als hispanoromans i per als visigots. Al segle vii es van produir moltes guerres civils entre faccions de l'aristocràcia. Malgrat els bons registres que han deixat els bisbes contemporanis, com Isidor i Leandre de Sevilla, es fa cada vegada més difícil distingir els gots dels hispanoromans, ja que els dos s'entrellacen inextricablement. Malgrat aquestes guerres civils, cap al 625 dC els visigots havien aconseguit expulsar els romans d'Orient d'Hispània i havien establert un punt de suport al port de Ceuta, a l'Àfrica. La major part del Regne visigòtic va ser conquerida per les tropes omeies del nord d'Àfrica el 711 dC: només quedà en mans cristianes la zona septentrional d'Hispània. Aquests van donar lloc al Regne medieval d'Astúries quan un noble visigòtic anomenat Pelai va ser elegit príncep pels àsturs, d'origen celta, que vivien a les muntanyes, i per la població visigoda, que havia fugit dels musulmans i es va refugiar a Astúries, on es van unir a Pelai.
Els visigots i els seus primers reis eren arrians i van entrar en conflicte amb l'Església catòlica romana, però després de convertir-se al cristianisme nicè, l'Església va exercir una enorme influència en els afers seculars a través dels concilis de Toledo. Els visigots també van desenvolupar el codi de la llei, molt influent, conegut a Europa occidental com a codi visigòtic (Liber Iudiciorum), que esdevindria la base del dret castellà al llarg de l'edat mitjana.

## Història

### Antecedents

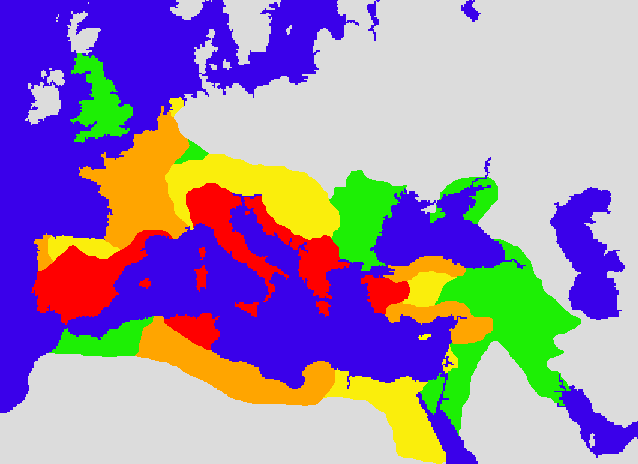
Mapa de l'Imperi Romà a l'any 133 aC (vermell), 44 aC (taronja), 14 dC (groc), i 117 dC (verd)

El poble germànic dels gots va ser anomenat ja per Tàcit, que els esmenta com Gotones. Llavors habitaven el nord de Germània, en terres que abans van poblar els bois, getes i escites. Van ampliar els seus territoris i van incorporar a altres grups veïns (d'origen germànic i sàrmata) i van dominar del Tisza al Don i des de la regió del Pont Polemoniac a la mar Bàltica. Integraven la nació dels gots pobles diversos: hèruls, rugis, lemovis, escirs, helvecons, sidenis, turcilinges, gèpids, vàndals i altres, alguns dels quals van acabar desapareixent en el conjunt, mentre altres van formar els seus propis grups. Els gots pròpiament dits es dividien en tervings, que poblaven el territori entre els Carpats i el Dnièper, i els greutungs a les estepes ucraïneses a l'oest del Dnièper. Així aquest riu servia de límit entre els dos grups i els tervings van ser anomentas west goths (visigots) per situar-se a occident (West en germànic), i els greutungs van ser anomenats ost goths (ostrogots) per situar-se a l'est (Ost en germànic). Una altra versió atribueix la denominació visigots a la paraula germànica wisgoths, traduïda per ‘homes forts’. Durant el segle III els dos grups van efectuar incursions contra l'Imperi, destacant la guerra gòtica del 250 i 251 contra Mèsia i Tràcia en la qual va morir l'emperador Deci en la batalla d'Abritus, la del 258 i 259 contra la costa del mar Negre, Propòntida, les illes de l'Egeu, Efes, Atenes i altres punts) i la del 269 contra Creta, Xipre, Tessalònica i altres punts. El 270 Aurelià va haver d'abandonar el marge esquerre del Danubi a la Dàcia cessant llavors les seves incursions, ocupant els gots aquesta província. A la primavera del 291 van formar una aliança especial amb el taifals per combatre els vàndals i gèpides que duraria fins al 376.
Cap al 370, ja cristianitzats arrians, estaven governats per un rei anomenat Hermanric, el primer rei històric de la dinastia dels amals, qui va haver d'enfrontar-se als huns dirigits per Balamir el 375. Hermanric, ja ancià, va ser greument ferit en un atemptat i es va suïcidar abans d'una imminent derrota, succeint-lo Witimir o Winithar, l'intent del qual de resistir als huns no va tenir èxit i ell mateix va resultar mort. Els magnats ostrogots van elegir un nou rei per al seu poble i es van sotmetre als huns, però els visigots, que eren uns dos-cents mil, es van reunir a la riba nord del Danubi i van demanar a l'Imperi Romà, contra el que havien combatut uns anys abans, que els acceptessin en els seus territoris i se'ls atorguessin terres on assentar-se. Una part dels ostrogots, al capdavant dels quals figurava el rei nen Videric, de la dinastia legítima dels Amals, va marxar amb els visigots, i un dels seus descendents va enllaçar anys després amb la dinastia ostrogoda (en temps de Teodoric el Gran).

### Regne federat

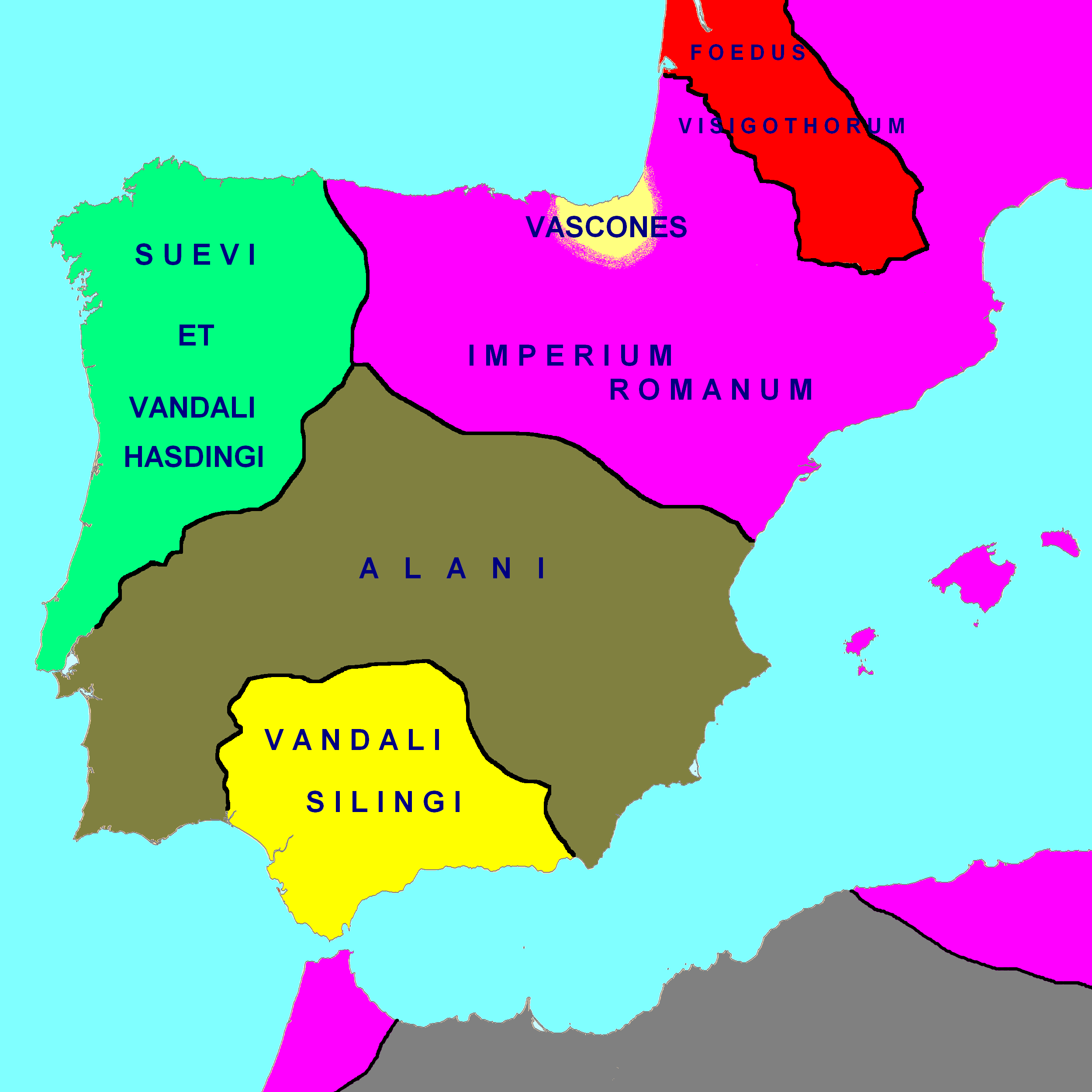
Assentament visigòtic i península Ibèrica, vers el 418

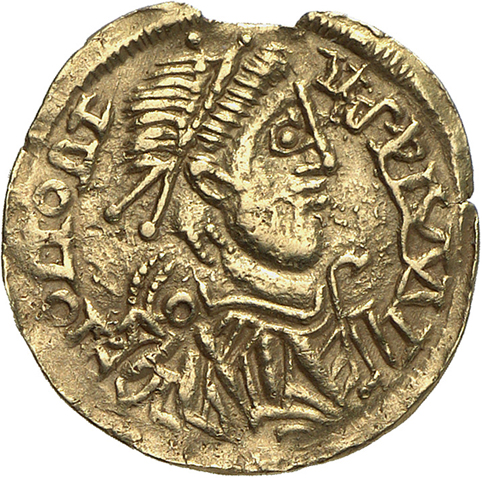
Moneda d'or (411-450 dC) del Regne dels sueus a la península Ibèrica

Del 407 al 409 dC, una aliança de vàndals germànics, alans i sueus germànics, va travessar el Rin glaçat i va travessar l'actual França fins a la península Ibèrica. Per la seva banda, els visigots dirigits per Alaric van saquejar Roma el 410, i capturaren Gal·la Placídia, la germana de l'emperador romà d'Occident, Flavi Honori.
Ataülf (rei dels visigots del 410 al 415) va passar els anys següents en les campanyes gal·les i ibèriques, jugant diplomàticament amb faccions de comandants germànics i romans amb efectes hàbils, i prenent possessió de ciutats com Narbona i Tolosa (el 413). Després de casar-se amb Placídia, l'emperador Honori el va contractar per proporcionar ajuda visigoda per recuperar el control nominal romà d'Hispània, que tenien vàndals, alans i sueus.
El 418, Honori va recompensar els seus visigots federats sota el rei Vàlia (va regnar entre 415 i 418) donant-los terres a la vall del Garona de la Gàl·lia Aquitània, on establir-se. Probablement es va produir sota el sistema d'hospitalitas. Sembla probable que al principi els visigots no rebessin una gran quantitat de finques a la regió (com es creia anteriorment), sinó que van aconseguir gestionar els impostos de la zona, ja que els aristòcrates gals locals pagaven ara els impostos als visigots en lloc del govern romà.
Els visigots, amb capital a Tolosa de Llenguadoc, van romandre de facto independents i aviat van començar a expandir-se cap al territori romà a costa del feble imperi occidental. Sota Teodoric I (418-451), els visigots van atacar Arle (el 425 i el 430) i Narbona (436), però Aeci els va aturar amb mercenaris huns, i Teodoric va ser derrotat el 438. Cap al 451, la situació s'havia invertit i els huns havien envaït la Gàl·lia; ara Teodoric va lluitar amb Aeci contra Àtila en la batalla dels Camps Catalàunics. Àtila va ser expulsat, però Teodoric va morir en la batalla.
Els vàndals van completar la conquesta del nord d'Àfrica quan van prendre Cartago el 19 d'octubre de 439 i els sueus havien pres la major part d'Hispània. Ara l'emperador romà Marc Mecili Avit va enviar els visigots a Hispània. Teodoric II va entrar a la província de Lusitània i va ocupar la capital Mèrida, però va haver de retornar en 457 per assegurar els seus propis dominis després de la mort d'Avit (17 d'octubre del 456). Encara que la conquesta d'Hispània s'havia fet a les ordes d'Avit, en l'acord hi havia una clàusula secreta que estipulava que les conquestes que fes a Hispània serien pels visigots. El 458, Teodoric va enviar un nou exèrcit a Hispània dirigit pel got Ciril·la. Majorià va reconstruir l'exèrcit i la marina d'Itàlia i es va dedicar a recuperar les províncies el sud de la Gàl·lia que no havien reconegut la seva elevació amb un exèrcit format principalment per bàrbars (bastarnes, sueus, huns, alans, rugis, burgundis, gots i sàrmates) per pacificar la província, creuant els Alps i el novembre del 458 era a Lió on fou complimentat pel poeta Sidoni Apol·linar que va llegir el panegíric. El 459 Teodoric II envià un exèrcit comandat per Sunieric a Hispània. Majorià va derrotar els visigots comandats per Teodoric en la batalla d'Arelate i els va forçar a abandonar la Septimània i retirar-se cap a l'oest d'Aquitània mentre ell va romandre a Arle tot el 459 per reunir l'exèrcit amb el qual pensava anar a Àfrica. Amb el nou tractat de pau, els visigots havien de renunciar a les seves conquestes a Hispània i tornar a la situació de federat. El 461, els gots van rebre la ciutat de Narbona de l'emperador Libi Sever a canvi del seu suport. L'any 461 Ricimer va fer executar a Majorià i va proclamar Libi Sever nou emperador. Egidi no el va reconèixer i es va proclamar independent, però els burgundis van tornar a ocupar Lugdunum i van aïllar Egidi al nord de la Gàl·lia, on va crear un regne conegut com a Regne de Soissons.

### Regne de Tolosa

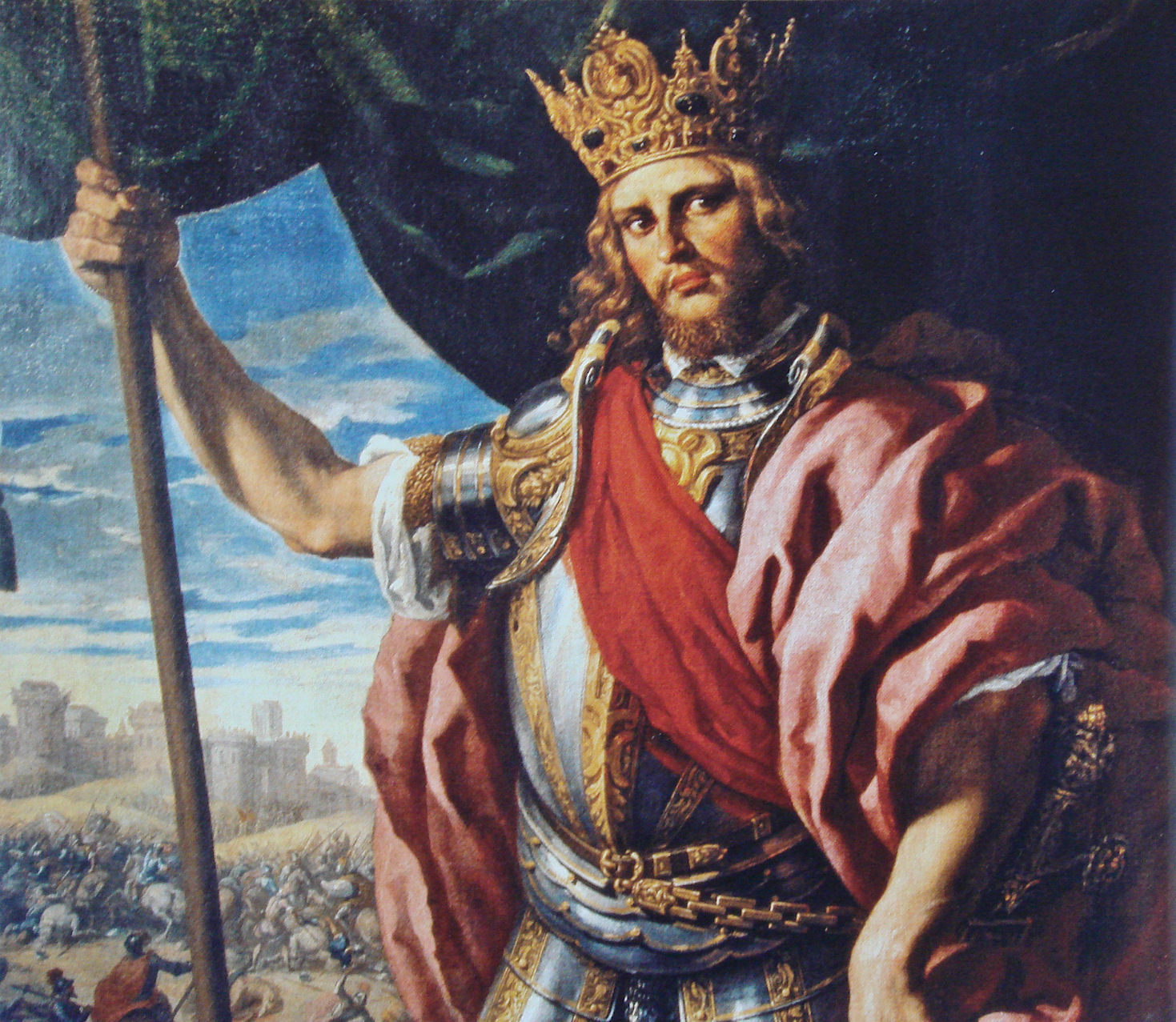
Teodoric I de Fabrizio Castello (1560–1617)

La península Ibèrica cap al 476

El 466, Euric, que era el fill petit de Teodoric I, va arribar al tron visigòtic. És infame per haver assassinat el seu germà gran Teodoric II, que havia esdevingut rei per l'assassinat del seu germà major Turismund. Sota Euric (466-484), els visigots van començar a expandir-se a la Gàl·lia i a consolidar la seva presència a la península Ibèrica. Euric va lliurar una sèrie de guerres amb els sueus que van conservar certa influència a Lusitània i van sotmetre la major part d'aquesta regió al poder visigòtic, prenent Emerita Augusta (Mèrida) el 469. Euric també va atacar l'Imperi Romà d'Occident, i capturà Hispania Tarraconensis el 472, l'últim bastió del domini romà a la península. Cap al 476, havia estès el seu domini al Roine i als rius del Loira, que comprenien la major part del sud de la Gàl·lia. També va ocupar les principals ciutats romanes d'Arle i Marsella. En les seves campanyes, Euric havia comptat amb una part de l'aristocràcia gal·loromana i hispanoromana que exercia a càrrec seu com a generals i governadors. El Regne visigot va ser formalment reconegut quan l'emperador occidental Juli Nepot (473-480) va signar una aliança amb Euric, i li atorgà les terres al sud del Loira i a l'oest del Roine a canvi del servei militar i les terres de Provença (incloent-hi Arle i Marsella). Les terres a la península van romandre sota un control visigòtic de facto. Després que Odoacre destituís l'últim emperador romà a Occident, Ròmul Augústul, Euric va recuperar ràpidament la Provença, fet que Odoacre va acceptar formalment en un tractat.
Cap al 500, el Regne visigòtic, centrat a Tolosa, controlava la Gàl·lia Aquitània i la Gàl·lia Narbonesa i la major part d'Hispània, a excepció del Regne Sueu de Galícia al nord-oest i petites zones controlades per pobles ibèrics independents, com els bascons i els càntabres. El fill d'Euric, Alaric II (484-507), va emetre un nou cos de lleis, el Breviarium Alarici, i va realitzar un consell d'església a Agde.

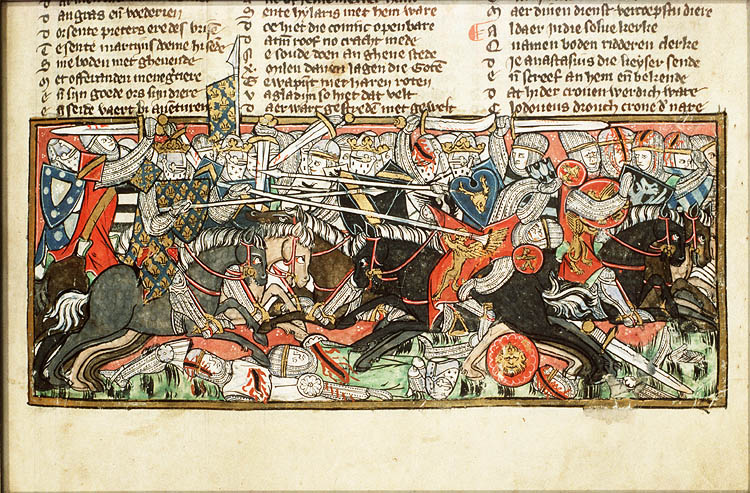
Clodoveu I lluita contra els visigots

Els visigots van entrar en conflicte amb els francs sota el seu rei Clodoveu I, que havia conquerit el nord de la Gàl·lia. Després d'una breu guerra amb els francs, Alaric es va veure obligat a sufocar una rebel·lió a la Tarraconensis, probablement causada per la recent immigració visigoda a Hispània a causa de la pressió dels francs. El 507, els francs van atacar de nou, aquesta vegada aliats amb els burgundis. Alaric II va ser assassinat en la batalla de Vouillé (Vouillé), a prop de Poitiers, i Tolosa va ser saquejada. Cap al 508, els visigots havien perdut la majoria de les seves possessions gal·les excepte Septimània al sud.

### Regne arrià d'Hispània

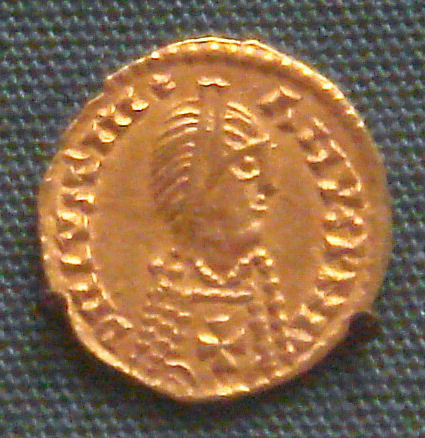
Tremís d'or pseudoimperial visigòtic en nom de l'emperador Justinià I, : la creu cristiana sobre el pit defineix l'atribució visigòtica (Museu Britànic)

Hispània visigoda i província romana d'Orient d'Espània, vers el 560

Després de la mort d'Alaric II, el seu fill il·legítim Gesaleic va prendre el poder fins que va ser destituït per Teodoric el Gran, governant del Regne dels ostrogots, que el va envair i derrotar a Barcelona. Gesaleic va fugir i es va reagrupar, però va tornar a ser derrotat a Barcelona i va ser capturat i assassinat. Teodoric va instal·lar llavors el seu net Amalaric (511-531), el fill d'Alaric II, com a rei. Tanmateix, Amalaric encara era un nen i el poder a Hispania restava sota el domini i regent ostrogot, Teudis. Només després de la mort de Teodoric (526) Amalaric va obtenir el control del seu regne. El seu govern no va durar molt, ja que el 531, Amalaric va ser derrotat pel rei franc Khildebert I i després assassinat a Barcelona. Després, Teudis (531-548) va esdevenir rei. Va ampliar el control visigòtic sobre les regions del sud, però també va ser assassinat després d'una fallida invasió d'Àfrica. La Hispania visigoda va patir una guerra civil sota el rei Àkhila I (549-554), que va provocar que l'emperador romà d'Orient Justinià I enviés un exèrcit i esculpís la petita província d'Espània per a l'Imperi Romà d'Orient al llarg de la costa del sud de la península. Àkhila va ser finalment assassinat, i el seu enemic Atanagild (552-568) es va convertir en el nou rei. Va atacar els romans d'Orient, però no va poder desallotjar-los del sud de la península i es va veure obligat a reconèixer formalment la sobirania de l'imperi.

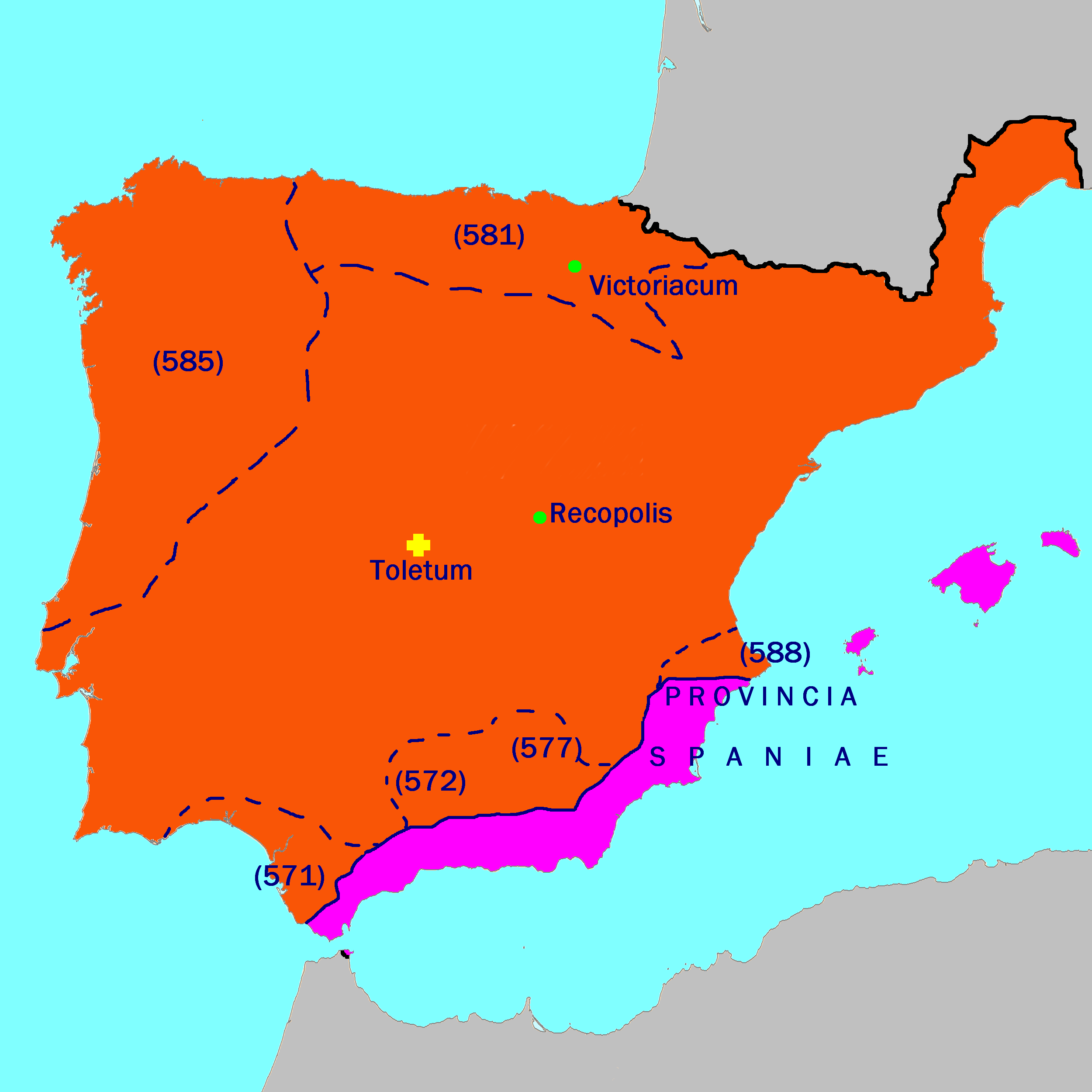
Mapa que mostra les conquestes de Leovigild, vers el 586

El següent rei visigot fou Leovigild (569 - 21 d'abril de 586). Va ser un efectiu capitost i va consolidar el poder visigòtic a Hispania. Leovigild va fer campanya contra els romans d'Orient al sud a la dècada de 570 i va recuperar Còrdova després d'una altra revolta. També va lluitar al nord contra el Regne dels sueus i diversos petits estats independents, inclosos els bascos i els càntabres. Va pacificar el nord d'Hispania, però no va poder conquerir completament aquests pobles. Quan Leovigild va establir el seu fill Hermenegild com a governant conjunt, es va produir una guerra civil entre ells. Hermenegild es va convertir en el primer rei visigòtic que es va sotmetre al cristianisme nicè a causa dels seus vincles amb els romans, però va ser derrotat el 584 i assassinat el 585. Cap al final del seu regnat, Leovigild havia unit tota la península Ibèrica, incloent-hi el Regne sueu, que va conquistar el 585 durant una guerra civil dels sueus que va seguir després de la mort del rei Miró. Leovigild va establir termes amistosos amb els francs mitjançant matrimonis reials, i van romandre en pau durant la major part del seu regnat. Leovigild també va fundar noves ciutats, com Reccopolis i Victoriacum (Vitòria), el primer rei bàrbar que ho va fer.

### Regne catòlic de Toledo

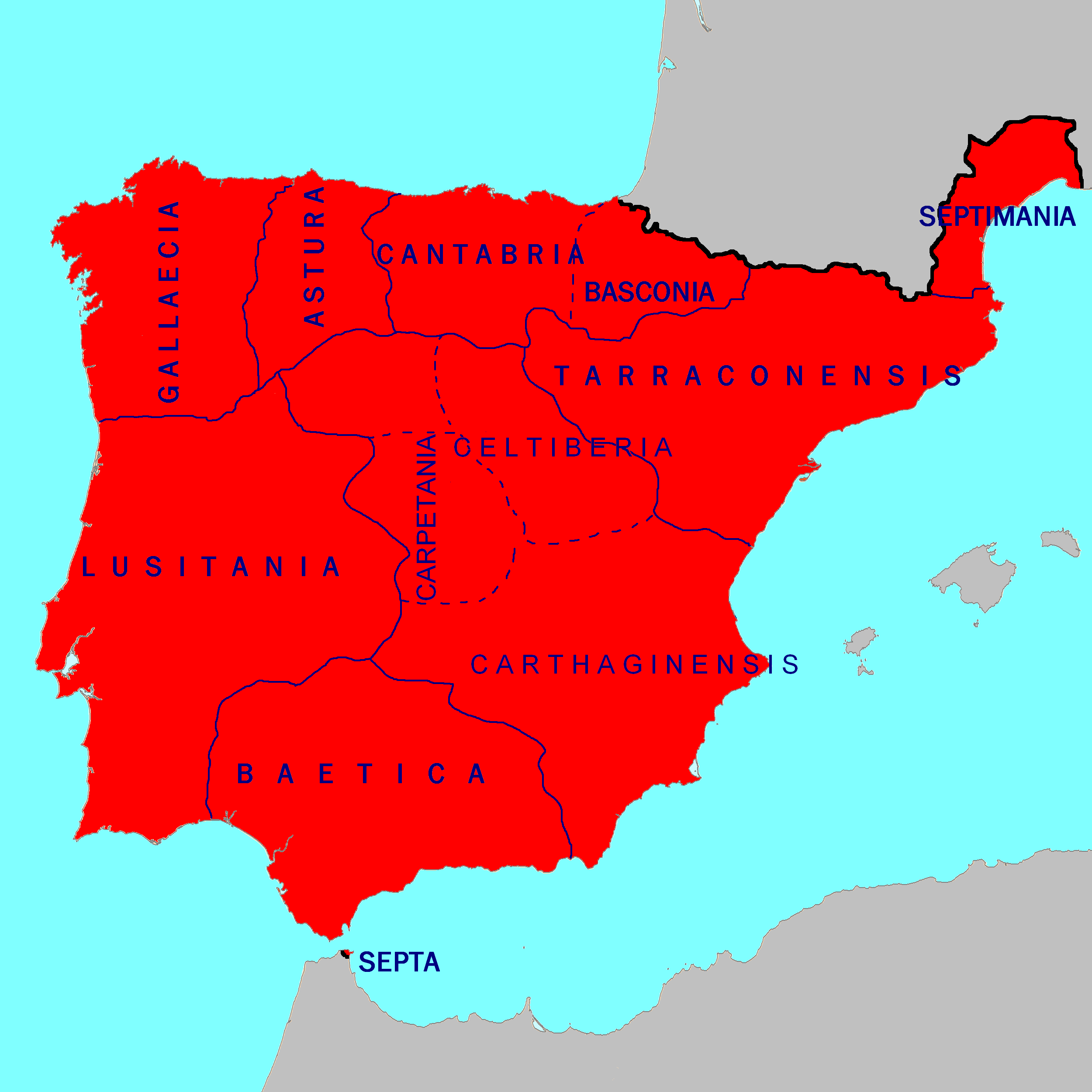
Hispània visigòtica i les seves divisions regionals del 625 al 711, abans de la conquesta musulmana

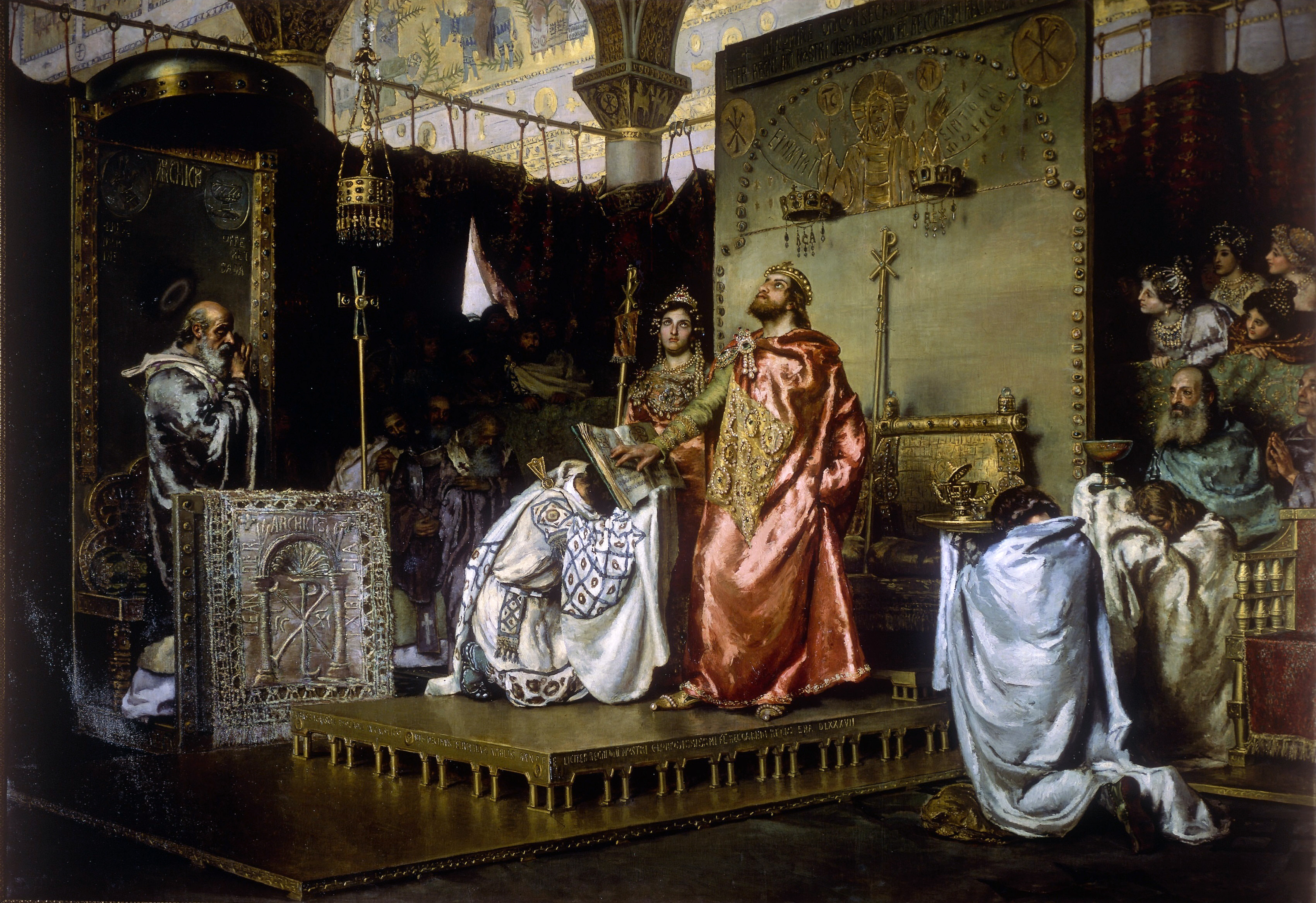
Conversió de Recared al cristianisme, pintat per Muñoz Degrain. Palau del Senat de l'estat espanyol

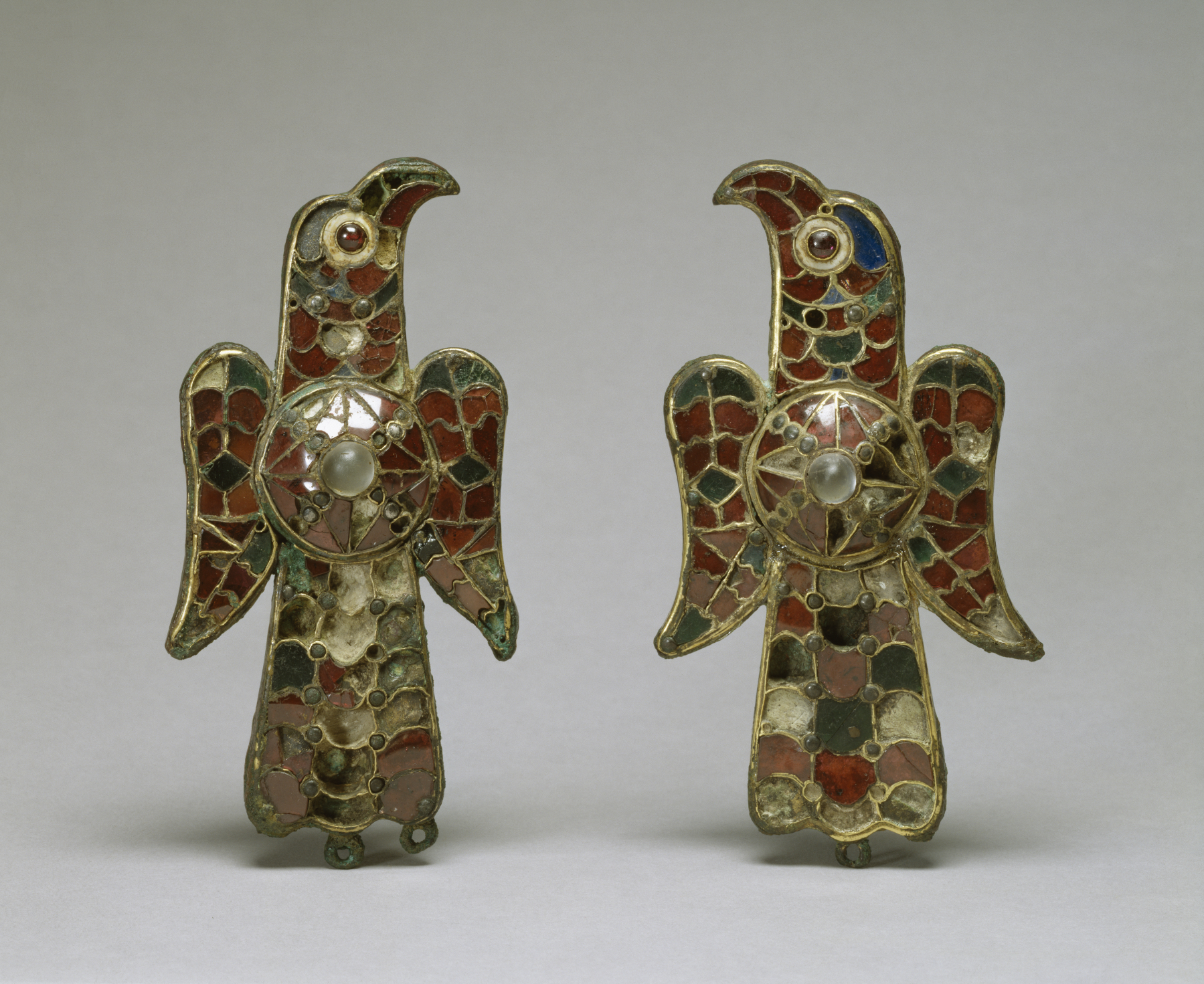
Parell d'àguiles visigòtiques sobre fíbula (fermalls per subjectar peces de vestir), estat espanyol

En convertir-se en rei, el fill de Leovigild, Recared I (586-601) es converteix de l'arianisme al cristianisme calcedoni. Això va provocar algunes inquietuds al regne, especialment una revolta del bisbe arrià de Mèrida que va ser sufocada; també va derrotar una altra ofensiva franca al nord. Recared va supervisar el Tercer Concili de Toledo el 589, en què va anunciar la seva fe en el credo nicè i va denunciar l'arrianisme. Va adoptar el nom de Flavius, el cognom de la dinastia constantiniana, i es va dir successor dels emperadors romans. Recared també va lluitar contra els romans d'Orient a la Hispania Baetica després que havien començat una nova ofensiva.
El fill de Recared, Liuva II, va esdevenir rei el 601, però va ser destituït pel noble visigot Viteric (603-610), que va posar fi a la dinastia de curta durada. Hi va haver diversos reis visigots entre el 610 i el 631, i en aquest període es va viure un regicidi constant. Aquest període també va suposar la conquesta definitiva dels territoris romans al sud. La guerra va continuar al nord contra els bascos i els asturians, que duraria la resta de l'existència del Regne visigòtic. Aquests reis també van treballar en la legislatura religiosa, especialment el rei Sisebut (612-621), que va aprovar diverses dures lleis contra els jueus i en va obligar molts a convertir-se al cristianisme. Sisebut també va tenir èxit contra els romans d'Orient, prenent diverses de les seves ciutats, inclosa Màlaga. Els romans d'Orient van ser derrotats finalment per Suíntila (621-631), que havia capturat totes les seves possessions ibèriques el 625. Suíntila fou deposat pels francs i substituït per Sisenand.
La inestabilitat d'aquest període es pot atribuir a la lluita pel poder entre els reis i la noblesa. La unificació religiosa va enfortir el poder polític de l'Església, que exercia a través dels consells eclesiàstics de Toledo juntament amb els nobles. El quart concili, celebrat durant el breu regnat de Sisenand el 633, va excomunicar i exiliar el rei, substituint-lo per Khíntila (636-639). Els consells de l'Església eren la institució més poderosa de l'estat visigòtic; van assumir el paper de regular el procés de successió al rei mitjançant l'elecció del rei pels nobles senadors gòtics i els funcionaris de l'Església. També van decidir reunir-se periòdicament per debatre qüestions eclesiàstiques i polítiques que afectessin l'Església. Finalment, van decidir que els reis havien de morir en pau i van declarar sagrades les seves persones, buscant acabar amb la violència i els regicides del passat. Malgrat tot, es va produir un altre cop d'estat i Khíntila va ser destituït el 639 i el rei Tulga el va substituir; també fou destituït el tercer any de regnat i el consell elegí rei el noble Khindasvint.

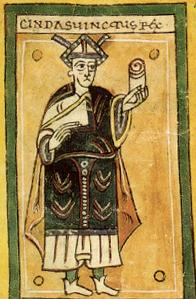
El rei Khindasvint del Chronicon Albeldense

Els regnats de Khindasvint i del seu fill Recesvint van veure la compilació del llibre de lleis visigòtic més important, el Codi de Recesvint (en castellà: Libro de los Jueces), també anomenat Lex Visigothorum o codi visigòtic promulgat pel rei Khindasvint (642-653 dC), i es va completar el 654 pel seu fill, el rei Recesvint (649-672), va abolir l'antiga tradició de tenir lleis diferents per a hispanoromans i visigots. Les noves lleis s'aplicaven tant a les poblacions gòtiques com a les hispanoromanes que havien estat sotmeses a diferents lleis en el passat i van substituir tots els codis de lleis més antics. El codi incloïa lleis antigues de reis passats, com ara Alaric II en el seu Breviarium Alarici i Leovigild, però moltes també eren lleis noves. El codi es basava gairebé totalment en el dret romà, amb una certa influència del dret germànic en casos rars. Entre les antigues lleis eliminades hi havia les dures lleis contra els jueus. El Liber va demostrar que l'antic sistema de divisions militars i civils en l'administració estava canviant, i els ducs (duces provinciae) i els comtes havien començat a assumir més responsabilitats fora dels seus deures militars i civils originals. Els servents o esclaus del rei foren molt destacats en la burocràcia i van exercir amplis poders administratius. Amb els codis de la llei visigoda, les dones podien heretar terres i propietats i gestionar-les independentment dels seus marits o relacions masculines, disposar de les seves propietats en testaments legals si no tinguessin hereus i es poguessin representar a si mateixes, donar testimoni al tribunal a catorze anys i organitzar-se els seus propis matrimonis a vint anys. Khindasvint (642-653) va reforçar la monarquia a costa de la noblesa, va executar uns 700 nobles, va obligar els dignataris a prestar jurament i al setè consell de Toledo va establir el seu dret a excomunicar els clergues que actuaven contra el govern. També va poder maniobrar el seu fill Recesvint al tron, provocant una rebel·lió d'un noble gòtic que es va aliar amb els bascos, però va ser abatut. Recesvint (653-672) va realitzar un altre concili de Toledo, que va reduir les condemnes per traïció i va afirmar el poder dels consells per elegir reis.

Les províncies romanes persistiren durant el regne visigot de Toledo.

Després de Recesvint, el rei Vamba (672–680) va ser elegit rei. Va haver de fer front a les revoltes de Flavi Paulus a la Tarraconensis i Hilderic de Nimes i, per això, va sentir la necessitat de reformar l'exèrcit. Va aprovar una llei que declarava que tots els ducs, comtes i altres caps militars, així com els bisbes, havien d'ajudar al regne una vegada que es coneixia el perill o s'arriscava a un dur càstig. Vamba va ser finalment deposat en un cop d'estat sense sang. El rei Ervigi (680-687) va celebrar altres consells de l'Església i va derogar les dures lleis anteriors de Vamba, tot i que encara va fer provisions per a l'exèrcit. Ervigi va fer rei el seu gendre Ègica. Tot i la rebel·lió del bisbe de Toledo, el 16è concili fet el 693 va denunciar la revolta del bisbe. El 17è concili del 694 va aprovar dures lleis contra els jueus, citant una conspiració, i molts van ser convertits en esclaus, especialment aquells que s'havien convertit del cristianisme. Ègica també va criar el seu fill Vítiza com a cogovernador el 698. No se sap molt sobre el seu regnat, però ràpidament es va produir un període de guerra civil entre els seus fills (Akhila i Ardo) i el rei Roderic, que s'havia apoderat de Toledo.

### La conquesta musulmana

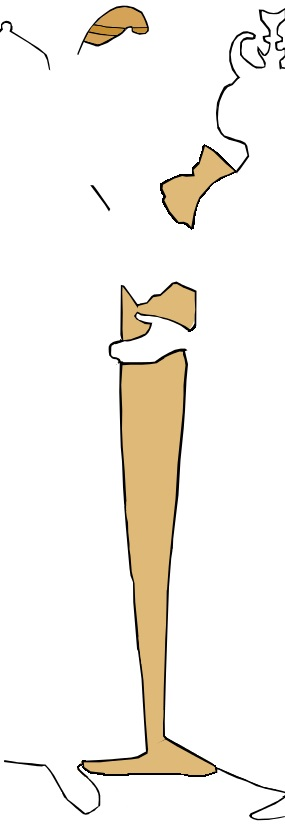
Còpia d'un mural de Qussayr Amra, que representa el rei Roderic

El 711, Tàriq ibn Ziyad, client berber de Mussa ibn Nussayr, el governador de l'Àfrica islàmica, va envair la península amb uns 7.000 soldats berbers, mentre Roderic es trobava al nord lluitant contra els bascos. La versió que Olban, comte de Ceuta, va facilitar la invasió, perquè una de les seves filles havia estat deshonrada per Roderic, és possiblement mític. A finals de juliol, va tenir lloc una batalla al riu Guadalete, a la província de Cadis. Roderic va ser traït per les seves tropes, que van fer costat als seus enemics, i el rei va ser assassinat en la batalla. Els musulmans van prendre gran part del sud d'Hispania amb poca resistència i van passar a capturar Toledo, on van executar diversos nobles visigots. El 712, Musa, el governador d'Ifríqiya, va arribar amb un altre exèrcit de 18.000 soldats, amb grans contingents àrabs. Va prendre Mèrida el 713 i va envair el nord, i prengué Saragossa i Lleó, que encara estaven sota el rei Ardo, el 714. Després de ser recordat pel califa, Musa va deixar al comandament el seu fill Abd-al-Aziz. Cap al 716, la major part de la península Ibèrica estava sota domini islàmic, amb Septimània presa entre el 721 i el 725. L'única resistència efectiva va ser a Astúries, on un noble visigòtic anomenat Pelai es va revoltar el 718 i va derrotar els musulmans en la batalla de Covadonga; aquest va ser el començament de la conquesta cristiana.
Segons Joseph F. O'Callaghan, les restes de l'aristocràcia hispanogòtica encara tenien un paper important en la societat hispànica. Al final del domini visigòtic, l'assimilació d'hispanoromans i visigots s'estava produint a un ritme accelerat. La seva noblesa havia començat a pensar-se com un sol poble, la gens Gothorum o l’Hispani. Un nombre desconegut d'ells va fugir i es va refugiar a Astúries o Septimània. A Astúries van donar suport a la revolta de Pelai i, unint-se als líders indígenes, van formar una nova aristocràcia. La població de la regió muntanyenca estava formada per nadius àsturs, gallecs, càntabres, bascos i altres grups no assimilats a la societat hispanogòtica.
La resistència també va continuar a les regions al voltant dels Pirineus amb l'establiment de la Marca Hispànica del 760 al 785. Els amazics es van establir al sud i a la Meseta de Castella. Inicialment, els musulmans generalment deixaven sols els cristians per practicar la seva religió, encara que els no musulmans estaven sotmesos a la legislació islàmica i tractats com a ciutadans de segona classe.

## Assentaments visigòtics
Els assentaments visigots es van concentrar al llarg del riu Garona entre Bordeus i Tolosa a Aquitània durant el segle v, segons fonts contemporànies se'ls va atribuir els termes en el tardoimperi romà com a foederatii o aliats, i se'ls va assignar obligacions de subministrament per proporcionar allotjament als soldats romans, més o menys com havien fet anteriorment els militars imperials en altres províncies.
Més tard, després de les annexions fetes pel rei Euric a la Gàl·lia i Hispània un cop es va esfondrar l'Imperi Romà d'Occident, i especialment després de la batalla de Vouillé, molts gots i els seus pobles federats, com els vàndals, els ostrogots i els sàrmates, es van traslladar a establir-se amb més llibertat sota els governants dels seus clans, els reiks, que rebien territoris de ducat o oficines comitals com a comtats sobre territoris més petits o ubicacions urbanes clau dins de les províncies d'Hispània i al sud-oest de la Gàl·lia i la seva costa mediterrània. Els seus assentaments es van establir al voltant de les ciutats romanes d'Emerita Augusta (Mèrida), Barcino (Barcelona), Hispalis (Sevilla), Toletum) (Toledo) i Septimània, que serien les principals bases del poder gòtic tant políticament com militar durant la resta de la història del regne, així com altres assentaments dispersos a les zones agrícoles rurals entre els rius superiors del Duero, Ebre i Tajo, en una zona entre la Tierra de Campos, també coneguda com a Campi Gothorum, al voltant de Castella i Lleó i La Rioja i Toledo a l'est i al sud. Després de la caiguda del Regne gallec dels sueus, es van establir altres assentaments al llarg del riu Tajo al nord de Lisboa, pels antics reductes dels sueus a Porto i Astorga. Petits assentaments visigòtics es van produir en altres llocs del regne.

## Fundació de ciutats

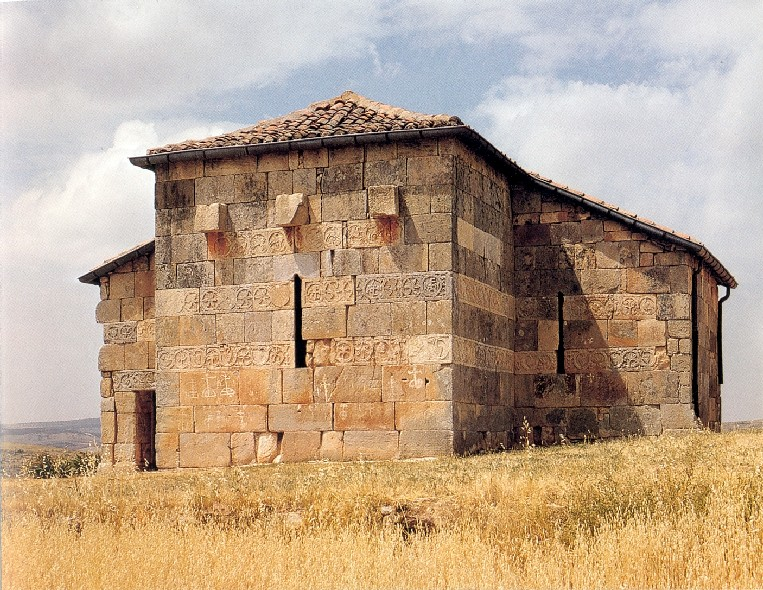
Església de Santa Maria de Lara, molt probablement construïda just abans de la invasió musulmana

Els visigots van fundar les úniques noves ciutats d'Europa occidental entre els segles v i viii. És segur (a través de comptes espanyols contemporanis) que en fundaren quatre, i una possible cinquena ciutat els fou atribuïda per una font àrab posterior. Totes aquestes ciutats van ser creades amb finalitats militars i tres d'elles per celebrar la victòria.
La primera, Recopolis, va ser fundada per Leovigild el 578 després de la seva victòria sobre els francs, a prop del que avui és el petit poble de Zorita de los Canes. La va batejar amb el nom del seu fill Recared i la va construir amb imitacions romanes d'Orient, que contenien un complex de palaus, però ja estava en ruïnes al segle ix (després de la conquesta àrab).
Més tard, Leovigild va fundar una ciutat que va anomenar Victoriacum després de la seva victòria sobre els bascos. Tot i que sovint se suposa que és la ciutat de Vitòria, les fonts contemporànies del segle xii fan referència a la fundació d'aquesta darrera ciutat per Sanç VI de Navarra.
El fill de Leovigild i homònim de la primera ciutat visigòtica, la va fundar cap al 600. És anomenada per Isidor de Sevilla com Lugo id est Luceo a Astúries, construït després d'una victòria sobre els asturs o els càntabres.
La quarta i possiblement última ciutat dels gots va ser Ologicus (potser Ologitis), fundada mitjançant mà d'obra basca el 621 per Suíntila com a fortificació contra els bascos recentment sotmesos. S'ha d'identificar amb l'Olite moderna.
La cinquena possible fundació visigòtica és Baiyara (potser el modern Montoro), esmentat com fundat per Recared a la Geografia de Kitab al-Rawd al-Mitar.

## Cultura i patrimoni clàssic

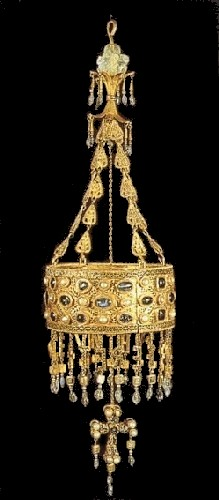
Elaborada corona votiva del rei Recesvint, que forma part del Tresor de Guarrazar, estat espanyol

Sovint s'ha atribuït que la regla visigòtica forma part de l'anomenada Edat Fosca, una època de decadència cultural i científica invertida només per l'Andalusia musulmana. Al llarg de la seva existència, els visigots suposadament van romandre "homes del bosc maig desviats massa d'allà", com diu Thomas F. Glick.

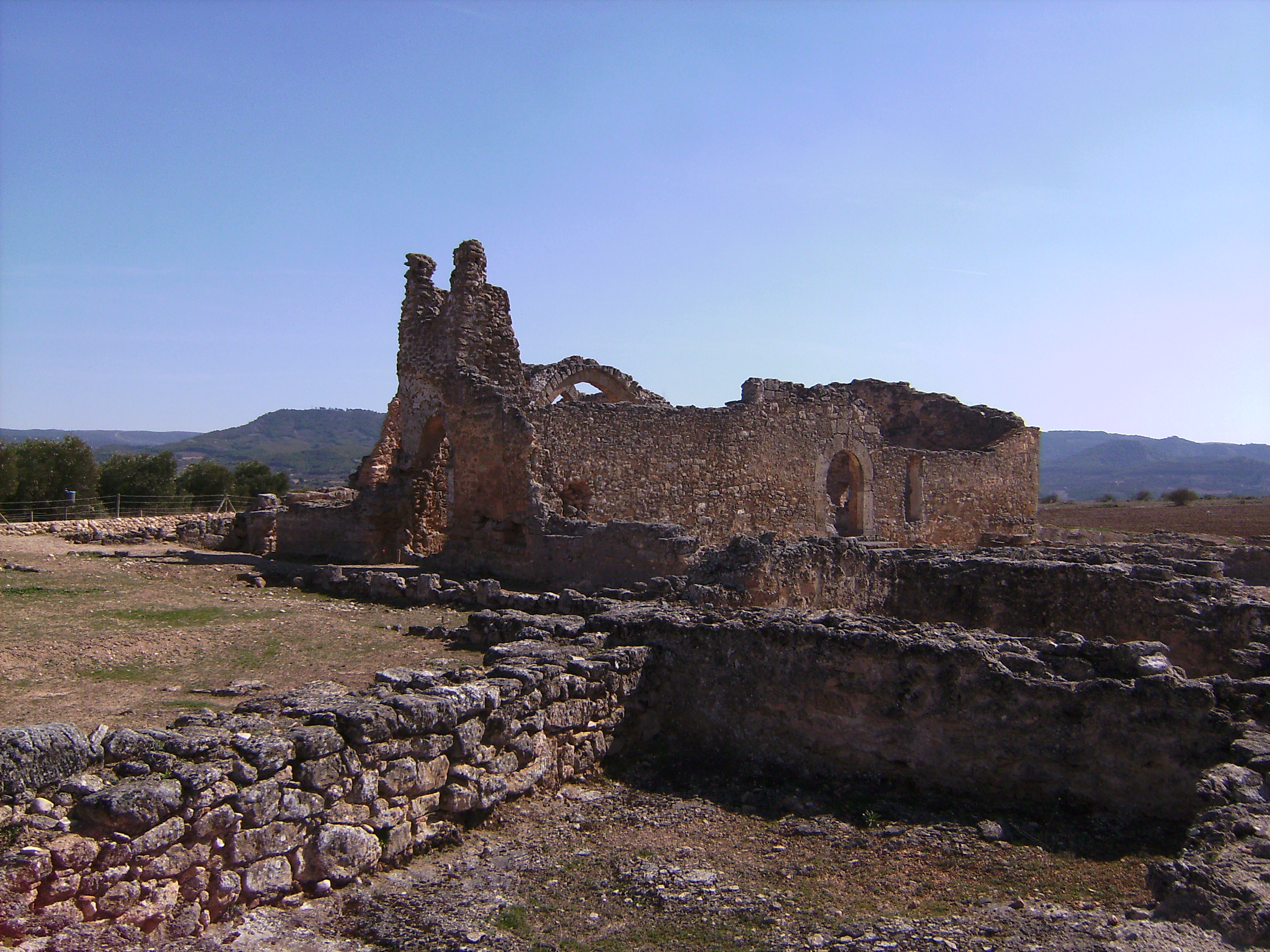
Restes de la basílica de Recópolis, prop de Zorita de los Canes, Guadalajara

Tanmateix, de fet, els visigots van ser conservadors de la cultura clàssica. La cultura del bany d'Andalusia, per exemple, sovint es diu que és una invenció musulmana, és una continuació directa de les tradicions romanovisigòtiques. Mèrida visigòtica allotjava banys proveïts d'aigua pels aqüeductes, i aquests aqüeductes també es testifiquen a Còrdova, Cadis i Recòpolis. Les excavacions confirmen que Recòpolis i Toledo, la capital visigòtica, van estar fortament influïdes per l'arquitectura romana d'Orient contemporània. Quan els musulmans van saquejar la península durant la seva conquesta, van quedar sorpresos pels bons i innombrables tresors visigots. Alguns d'aquests tresors es van conservar en ser enterrats durant la invasió -per exemple, les corones votives del tresor de Guarrazar.
Tot i que només es permetia als monjos grans llegir llibres d'autors no cristians o heretges, això no va impedir l'aparició d'intel·lectuals com, de manera més destacada: Isidor de Sevilla, un dels estudiosos més citats de l'edat mitjana, conegut per l'amplitud de la seva producció literària, destacada per les seves Etimologies, una enciclopèdia del coneixement de l'època coneguda i traduïda a tota l'Europa medieval; Eugeni I de Toledo, expert en matemàtiques i astronomia; o Teodulf d'Orleans, teòleg i poeta que, després d'haver fugit al Regne franc, va participar en el Renaixement carolingi. Una font musulmana es referia a la Sevilla visigòtica com la "residència de les ciències". L'Institutionum disciplininae de mitjan segle VII / principis del vuit confirma que els nobles visigots no sols aprenien a llegir i escriure, sinó que també estudiaven medicina, dret i filosofia. Un exemple de noble altament educat va ser el rei Sisebut, que era un mecenes de l'aprenentatge i escriptor de poemes, un d'ells sobre astronomia.

## Llista de reis

### Primers reis
Aquests reis i líders -a excepció de Fritigern i possiblement Alaviv- eren pagans.
- Ariaric
- Aòric
- Atanaric (369-381)
  - Rothesteus, subrei
  - Winguric, subrei
- Alaviv (c. 376), rebel contra Valens
- Fritigern (c. 376 – c. 380), rebel contra Atanaric i Valens

### Dinastia Balti
Aquests reis eren arrians (seguidors de l'ensenyament teològic d'Arri). Tendien a succeir els seus pares o parents propers al tron i així constituïen una dinastia, els Baltungs.
- Alaric I (395–410)
- Ataülf (410-415)
- Sigeric (415)
- Vàlia (415-418)
- Teodoric I (418-451)
- Turismund (451-453)
- Teodoric II (453–466)
- Euric (466-484)
- Alaric II (484-507)
- Gesaleic (507-511)
- Teodoric el Gran (511-526), regent
- Amalaric (526-531)

### Reis post-Balti
La monarquia visigoda va adquirir un caràcter completament electiu amb la caiguda dels Balti, però la monarquia va romandre arriana fins que Recared I es va convertir el 587 a l'ortodòxia (Hermenegild també s'havia convertit abans). Només uns pocs fills van succeir els seus pares al tron en aquest període.
- Teudis (531-548)
- Teudisel (548-549)
- Àkhila I (549-554)
- Atanagild (554-568)
- Liuva I (568-572), només va governar a la Narbonensis des del 569
- Leovigild (569-586), governat només a sud dels Pirineus fins a 572
  - Hermenegild (580-585), subrei a la Baetica
- Recared I (580-601), fill, subrei a la Narbonensis fins al 586, primer rei catòlic
  - Segga (586-587), rebel
  - Argimund (589-590), rebel
- Liuva II (601-603), fill
- Viteric (603-610)
- Gundemar (610-612)
- Sisebut (612-621)
- Recared II (621), fill
- Suíntila (621-631)
  - Reccimer (626-631), fill i soci
- Sisenand (631-636)
  - Iudila (632-633), rebel

- Khíntila (636-640)
- Tulga (640-641)
- Khindasvint (641-653)

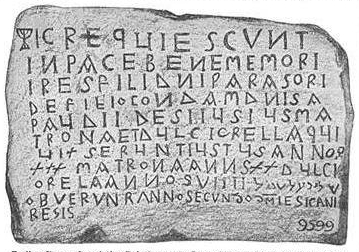
Estela funerària de Narbona al començament del del regnat d'Ègica. El text comença amb la frase llatina requiescunt in pace. En diverses fonts es descriu com una «inscripció cristiana», una «inscripció relacionada amb els jueus de França», o com una inscripció jueva datada amb el calendari local —l'any del regnat d'Ègica— en lloc del calendari hebreu

- Recesvint (649-672), fill, inicialment corei
  - Froia (653), rebel
- Vamba (672–680)
  - Hilderic (672), rebel
  - Paul (672-673), rebel
- Ervigi (680-687)
- Ègica (687-702)
  - Suniefred (693), rebel
- Vítiza (694-710), fill, inicialment corei o subrei a Gal·laecia
- Roderic (710-711), només a Lusitània i Cartaginensis
- Àkhila II (711-714), només a la Tarraconensis i Narbonensis
  - Oppas (712), potser en oposició a Roderic i Agila II
- Ardó (714-721), només a la Narbonensis